# Chlorophytum nyasae
Chlorophytum nyasae là một loài thực vật có hoa trong họ Măng tây. Loài này được (Rendle) Kativu mô tả khoa học đầu tiên năm 1993.